# 詹晓宁
詹晓宁（James X. Zhan），是联合国贸易和发展组织投资和企业司司长及联合国《世界投资报告》主编。该司在联合国系统主管国际投资和企业发展业务，在全球投资趋势和政策研究、国际投资规制的协调、相关领域的技术咨询及援助等方面发挥引领作用。

## 簡介
詹晓宁领导创建了世界投资论坛、全球投资前景预测体系、 国际投资政策监测体系 以及全球可持续发展股市举措（全球各大证交所均为成员）。由他主持起草的《国际投资政策框架》、《国际投资体制改革方案》、《全球投资政策制定指导原则》、《全球投资便利化行动纲要》等全球新一代投资政策的纲领性文件，目前在上百个国家实施。
詹晓宁主持起草了逾百部投资、贸易、技术、公司治理、创业政策等领域的重要研究报告。他还协助多边及区域首脑及部长会议起草和谈判成果文件（如二十国集团、 亚太经合组织、七十七国集团、非洲联盟、八国集团、东盟十国、金砖五国、英联邦等）， 并为许多国家的内阁及国会提供战略及体制方面的咨询。他领导的技术援助项目（包括制订和完善法律法规，国际投资体制改革，国际协定谈判，投资促进战略，商业便利化，知识产权与发展、国际会计及报告标准、创业政策框架、创业培训等）覆盖160多个国家。 他还作为秘书长高级顾问负责贸发组织名人委员会的协调和报告起草工作。 
詹晓宁兼任世界经济论坛贸易投资委员会理事，世界投资促进机构联合会首席战略师以及联合国《跨国公司》期刊主编。此外，他先后在剑桥大学、牛津大学、哥伦比亚大学和日内瓦大学的相关学科的研究中心兼职，在投资、贸易及相关的经济和法律问题方面发表了大量的学术论文。 詹晓宁经常应邀在高端学术和政策论坛以及议会发表演讲，并接受国际经济贸易主流媒体专访。